# Доктор танцює
Доктор танцює (англ. The Doctor Dances) — десятий епізод першого сезону поновленого британського телесеріалу «Доктор Хто». Уперше транслювався на телеканалі BBC One 28 травня 2005 року та є другою частиною двосерійної історії, що починається з попереднього епізоду«Порожня дитина». Епізод «Доктор танцює» був переглянутий 6,17 мільйонами глядачів за першу ніч та отримав рейтинг 35,9%. Підсумкові значення були оновлені до 6,86 мільйонів глядачів.
Події епізоду відбуваються у Лондоні 1941 року: інопланетянин-мандрівник у часі Дев'ятий Доктор (Крістофер Екклстон), його супутниця Роуз Тайлер (Біллі Пайпер) та капітан Джек Харкнесс (Джон Барроумен) та молода дівчина Ненсі (Флоренція Хоат) досліджують космічний корабель, після падіння якого пацієнти в сусідній лікарні почали перетворюватися на істот з протигазами на обличчях. В цьому епізоді Джек приєднується до Доктора як супутник. Разом із «Порожньою дитиною» епізод виграв премію «Г'юго» за найкращу драматичну постановку в 2006 році (коротка форма).

## Сюжет
Доктора, Роуз та Джека заганяють в кут зомбі, а порожня дитина у будинку — Ненсі. В останню мить Доктор виходить вперед та наказує зомбі піти до своєї кімнати. Вони з порожньою дитиною зупиняються та повертаються до своїх ліжок. Джек пояснює задуману роботу свого плану: знайшовши певний уламок космічного сміття, Джек планував перемістити його крізь час та переконати агента часу в його високій ціні. Зрештою Джек мав отримати 50% від оплати, перш ніж німецька бомба знищить покупку. Доктор не схвалює ці дії, на що Джек відповідає, що розбитий корабель був порожнім, з чим він не міг нічого вдіяти.
Ненсі ловить родина, що повернулася до свого будинку. Однак, опинившись наодинці з містером Ллойдом, Ненсі зазначає, що на столі знаходилось набагато більше їжі, аніж за нормуванням. Вона стверджує, що половина вулиці вважає, що місіс Ллойд «домовляється» з м'ясником та зрештою успішно покидає будинок.
У лікарні Роуз, Доктор та Джек знаходять кімнату 802, де перебувала жертва «бомби». Доктор вмикає програвач у кімнаті, звідки лунає записаний голос доктора Костянтина. Костянтин допитував дитину, але єдиною її відповіддю на питання були питання лікарю про «матусю». Доктор припускає, що одна з бездомних дітей блукала біля розбитого корабля та була певним чином змінена. Запис закінчується, але крики про «матусю» продовжуються. Доктор усвідомлює свою помилку: він послав дитину до своєї кімнати, яка є кімнатою 802. Вони бачать порожню дитину перед собою та тікають від неї. Дитина починає пробиватися через стіну, а з обох сторін їх оточують зомбі. Оточена Роуз використовує бластер Джека та випалює підлогу, після чого Доктор, Роуз та Джек падають на поверх нижче. Зомбі в цій палаті також прокидаються, і тріо тікає до тупика. Джек зникає під час пошуку виходу Доктором.
Ненсі досягає свого прихистку на занедбаному залізничному дворі та знаходить там інших дітей. Вона їх картає, кажучи, що вони повинні були шукати іншого прихистку, стверджуючи, що дитина шукає саме її, а не інших. Друкарська машинка біля них починає самостійно набирати текст, в якому повторюється запитання порожньої дитини. Ненсі покидає дітей, прямуючи до місця падіння корабля.
Джек зник через те, що використав телепортаційний пристрій для аварійних ситуацій на своєму кораблі, та зрештою переносить до себе Доктора та Роуз. Після того, як Ненсі приходить до місця падіння корабля, її затримують військові та залишають в кімнаті, де відпочиває солдат зі шрамом, як у порожньої дитини. Попри те, що вона благає не залишати її біля нього, наручники Ненсі прикріплюють до столу. Ненсі безпомічно спостерігає за перетворенням солдата на зомбі в протигазі.
Доктор, Джек та Роуз також ідуть до місця падіння корабля. Джек йде вперед до військових, однак, під час спроби поговорити з офіцером, військовий перетворюється на зомбі. Доктор знаходить Ненсі та звільняє її від наручників, і всі вони прямують до корабля, що розбився. Під час спроб Джека відкрити корабель, зомбі в лікарні Альбіона прокидаються. Ненсі питає Роуз, хто вони — Роуз відповідає, що вони з майбутнього. Коли Ненсі скептично ставиться до того, що майбутнє коли-небудь настане, Роуз відповідає, що вона з Лондона у майбутньому. Ненсі трохи вагається в це повірити, оскільки Роуз не німецькомовна. Роуз таємно розповідає Ненсі про програш Німеччини у Другій світовій війні.

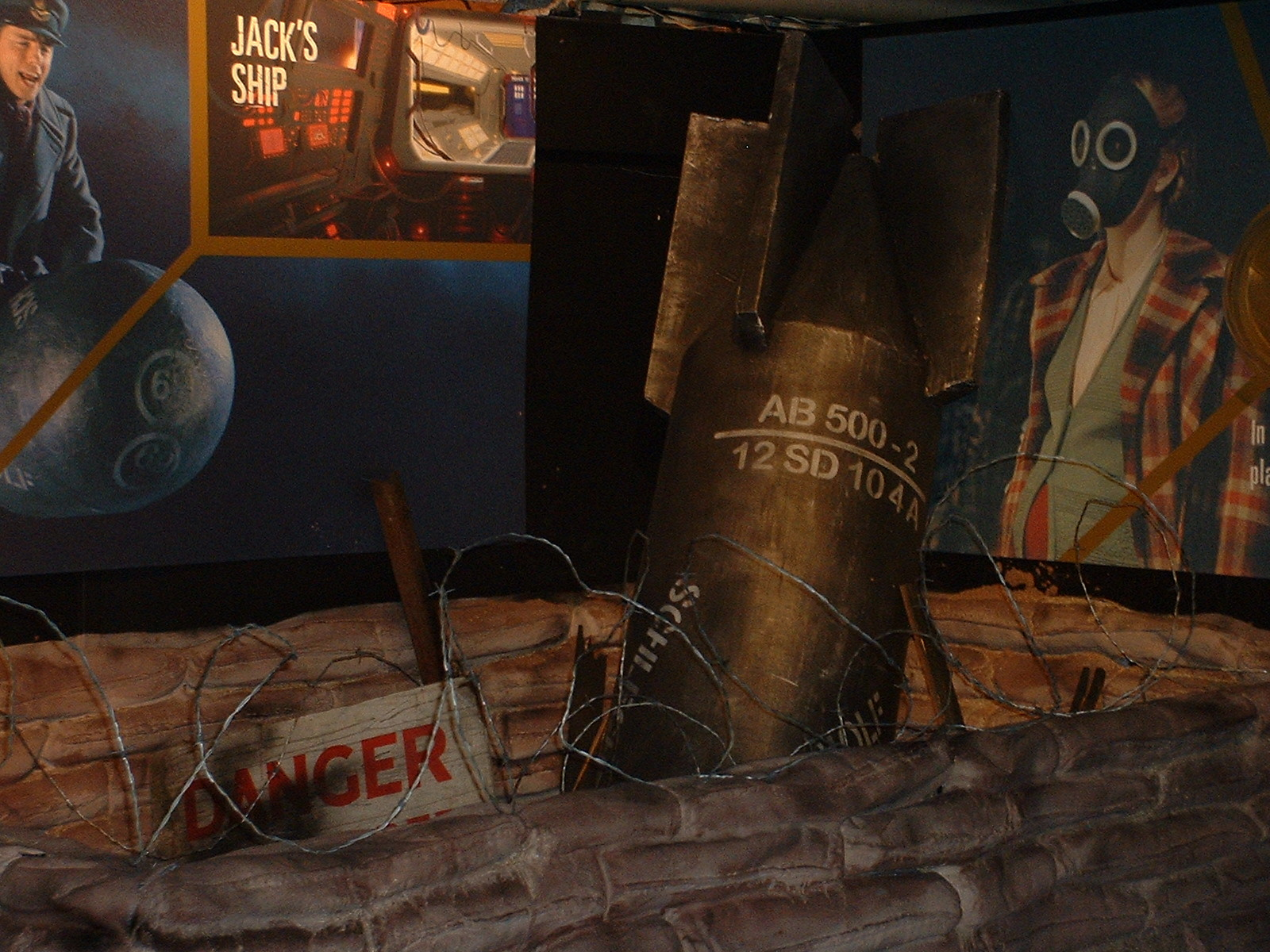
Реквізит бомби, показаний на виставці Doctor Who Experience

Джеку вдається відкрити корабель, виявивши, що він порожній. Доктор запитує Роуз, що можна очікувати від вмісту медичної капсули, на що вона відповідає: «Наногени». Корабель був завантажений ними, при падінні вони розповсюдились по Лондону, запрограмовані на оздоровлення всього. Першим, що вони знайшли, була мертва дитина в протигазі. Не бачивши людини перед цим, вони використали її як зразок та почали перетворювати інших відповідно до даного шаблону. Доктор усвідомлює після того, як Ненсі звинувачує себе у всьому, що Джеммі, порожня дитина, є не братом Ненсі, а її сином, що вона зберігала в таємниці.
Джек зазначає, що скоро на них впаде німецька бомба, а телепортаційний пристрій знову може перемістити лише його. Доктор дає вказівку Джеку робити те, що він планував, після чого Джек переміщується до свого корабля. Доктор просить Ненсі дати Джеммі відповідь на питання, яке він задає все життя. Джеммі підходить до Ненсі і запитує, чи є вона його матір'ю, на що Ненсі стверджувально відповідає. Вони обіймаються, а їх оточують наногени. Вони сканують їх обох та розпізнають живу форму Ненсі як правильний шаблон, повертаючи Джеммі та інших зомбі до здорового стану.
Корабель Джека ловить променем німецьку бомбу. Джек, сидячи на бомбі всередині променя, каже Доктору про початок її детонації: зараз Джек утримує її в стабільності, що триватиме недовго. Джек вирушає з бомбою на кораблі в космос. Там він виявляє, що можливість викинути бомбу або евакуюватись відсутня, а його ситуація безнадійна. TARDIS раптом з'являється всередині корабля, у двері якого Джек заходить.

## Знімання епізоду
Робочою назвою цього епізоду була «Капітан Джекс». У коментарі до цього епізоду сценарист Стівен Моффат розкриває, що до дуже пізнього етапу знімання епізоду наногени в цій історії називались «нанітами». Однак редактор сценарію вирішив, що ця назва виглядає занадто схожою з подібними нанотехнологічними пристроями в серіалі «Зоряний шлях: Наступне покоління». Моффат вперше використав рядок «Життя — це лише природний спосіб зберігати плоть свіжою» (англ. «Life is just nature's way of keeping meat fresh») у другій серії свого ситкому «Joking Apart» у 1990-х. Він повторно використовував це тут та вважав гарним рядком, але скаржився, що ці рядки цитують з цього епізоду, а не початкового.
Кульмінаційна сцена епізоду на місці аварії корабля була знята на острові Баррі, Уельс. Кілька сцен цієї історії були зняті на залізничних майданчиках Вале Ґламоргану на Плімут-роуд на острові Баррі.
Голос Джеммі записаний на магнітофон, що є анахронізмом. Хоча компактні магнітофони розроблялися в Німеччині в 1930-х роках, технологія поширилася в решті світу лише після Другої світової війни. В цей період BBC використовували магнітний запис, але записуючі грамофони, що використовували воскові диски як носій, були поширенішими. Стівен Моффат усвідомлював цю помилку в коментарі до «Доктор танцює», але жартома припускає, що пращур бригадира Летбридж-Стюарт викрав автомат з Німеччини, щоб допомогти у війні.

## Трансляція та відгуки
Епізод «Доктор танцює» був переглянутий 6,17 мільйонами глядачів за першу ніч та отримав рейтинг 35,9%. Для випущених епізодів серіалу на той час це був найнижчий показник. Це було пов'язано з банківськими вихідними, після чого епізод був найпопулярнішою програмою в суботу після випуску. У підсумку епізод було переглянуто 6,86 мільйонами глядачів.
SFX зауважувала, що дана двосерійна історія мала «все», особливо хвалячи сценарій Моффата. Також вони назвали кінцівку епізоду «Доктор танцює» «веселою, неочікуваною, сердечною та життєстверджуючою, не сковзаючи до сиропистого смальцю».